# Nathan Perrott
Nathan Perrott (né le 8 décembre 1976 à Owen Sound dans la province d'Ontario au Canada) est un joueur professionnel canadien de hockey sur glace. Il évolue au poste d'ailier droit. Il est également boxeur.

## Biographie
Après avoir complété une saison dans la LHO avec les Generals d'Oshawa, il est choisi par les Devils du New Jersey au 44e rang lors du deuxième tour du repêchage d'entrée dans la LNH 1995. Non signé par les Devils, il s'entend avec les Blackhawks de Chicago en 1997. Après quatre saisons dans les ligues mineures sans jouer un match dans la LNH avec les Blackhawks, ces derniers l'échangent en 2001 aux Predators de Nashville. 
Il fait ses débuts dans la LNH avec les Predators durant la saison 2001-2002, jouant 22 matchs au passage. La saison suivante, le 31 décembre 2002, il est échangé aux Maple Leafs de Toronto contre Bob Wren. Pour la saison 2003-2004, il passe toute la saison 2003-2004 dans la LNH, disputant 40 matchs avec les Maple Leafs. En novembre 2005, il est échangé aux Stars de Dallas contre un choix de sixième tour au repêchage de 2006, choix qui s'avère être Leo Komarov.
En 2007, il part jouer en Russie avec le Vitiaz Tchekhov. Durant ses deux saisons, il reçoit 235 minutes de pénalité en seulement 24 matchs avec l'équipe russe.
En 2009, il laisse de côté le hockey sur glace pour se consacrer à la boxe. Il remporte son premier combat par KO technique le 11 septembre à Philadelphie face à Makidi Ku Ntima, mais perd les trois suivants également par KO technique.

## Statistiques

### En club
| Saison     | Équipe                           | Ligue      |    | Saison régulière | Saison régulière | Saison régulière | Saison régulière | Saison régulière |   | Séries éliminatoires | Séries éliminatoires | Séries éliminatoires | Séries éliminatoires | Séries éliminatoires |
| Saison     | Équipe                           | Ligue      | PJ | B                | A                | Pts              | Pun              | PJ               | B | A                    | Pts                  | Pun                  |                      |                      |
| 1992-1993  | Hawks de Walkerton               | WOJCHL     | 25 | 6                | 13               | 19               | 45               | -                | - | -                    | -                    | -                    |                      |                      |
| 1993-1994  | Lincolns de St. Marys            | WOHL       | 41 | 11               | 26               | 37               | 249              | -                | - | -                    | -                    | -                    |                      |                      |
| 1994-1995  | Generals d'Oshawa                | LHO        | 63 | 18               | 28               | 46               | 233              | 2                | 1 | 1                    | 2                    | 9                    |                      |                      |
| 1995-1996  | Generals d'Oshawa                | LHO        | 59 | 30               | 32               | 62               | 158              | 5                | 2 | 3                    | 5                    | 8                    |                      |                      |
| 1995-1996  | River Rats d'Albany              | LAH        | 4  | 0                | 0                | 0                | 12               | -                | - | -                    | -                    | -                    |                      |                      |
| 1996-1997  | Generals d'Oshawa                | LHO        | 5  | 1                | 0                | 1                | 17               | -                | - | -                    | -                    | -                    |                      |                      |
| 1996-1997  | Greyhounds de Sault-Sainte-Marie | LHO        | 37 | 18               | 23               | 41               | 120              | 11               | 5 | 5                    | 10                   | 60                   |                      |                      |
| 1997-1998  | Lizard Kings de Jacksonville     | ECHL       | 30 | 6                | 8                | 14               | 135              | -                | - | -                    | -                    | -                    |                      |                      |
| 1997-1998  | Ice d'Indianapolis               | LIH        | 31 | 4                | 3                | 7                | 76               | -                | - | -                    | -                    | -                    |                      |                      |
| 1998-1999  | Ice d'Indianapolis               | LIH        | 72 | 14               | 11               | 25               | 307              | 7                | 3 | 1                    | 4                    | 45                   |                      |                      |
| 1999-2000  | Lumberjacks de Cleveland         | LIH        | 65 | 12               | 9                | 21               | 248              | 9                | 2 | 1                    | 3                    | 19                   |                      |                      |
| 2000-2001  | Admirals de Norfolk              | LAH        | 73 | 11               | 17               | 28               | 268              | 9                | 2 | 0                    | 2                    | 18                   |                      |                      |
| 2001-2002  | Admirals de Norfolk              | LAH        | 2  | 0                | 0                | 0                | 5                | -                | - | -                    | -                    | -                    |                      |                      |
| 2001-2002  | Admirals de Milwaukee            | LAH        | 56 | 6                | 10               | 16               | 190              | -                | - | -                    | -                    | -                    |                      |                      |
| 2001-2002  | Predators de Nashville           | LNH        | 22 | 1                | 2                | 3                | 74               | -                | - | -                    | -                    | -                    |                      |                      |
| 2002-2003  | Admirals de Milwaukee            | LAH        | 27 | 1                | 2                | 3                | 106              | -                | - | -                    | -                    | -                    |                      |                      |
| 2002-2003  | Predators de Nashville           | LNH        | 1  | 0                | 0                | 0                | 5                | -                | - | -                    | -                    | -                    |                      |                      |
| 2002-2003  | Maple Leafs de Saint-Jean        | LAH        | 36 | 7                | 8                | 15               | 97               | -                | - | -                    | -                    | -                    |                      |                      |
| 2003-2004  | Maple Leafs de Toronto           | LNH        | 40 | 1                | 2                | 3                | 116              | -                | - | -                    | -                    | -                    |                      |                      |
| 2004-2005  | Maple Leafs de Saint-Jean        | LAH        | 60 | 16               | 12               | 28               | 276              | 2                | 0 | 0                    | 0                    | 6                    |                      |                      |
| 2005-2006  | Maple Leafs de Toronto           | LNH        | 3  | 0                | 0                | 0                | 2                | -                | - | -                    | -                    | -                    |                      |                      |
| 2005-2006  | Stars de Dallas                  | LNH        | 23 | 2                | 1                | 3                | 54               | -                | - | -                    | -                    | -                    |                      |                      |
| 2006-2007  | Marlies de Toronto               | LAH        | 4  | 0                | 0                | 0                | 19               | -                | - | -                    | -                    | -                    |                      |                      |
| 2006-2007  | Chiefs de Saint-Jean             | LNAH       | 2  | 0                | 1                | 1                | 10               | -                | - | -                    | -                    | -                    |                      |                      |
| 2007-2008  | Marlies de Toronto               | LAH        | 4  | 0                | 0                | 0                | 12               | -                | - | -                    | -                    | -                    |                      |                      |
| 2007-2008  | Vitiaz Tchekhov                  | Superliga  | 15 | 0                | 1                | 1                | 98               | -                | - | -                    | -                    | -                    |                      |                      |
| 2008-2009  | Vitiaz Tchekhov                  | KHL        | 9  | 0                | 0                | 0                | 137              | -                | - | -                    | -                    | -                    |                      |                      |
| 2009-2010  | Brahmas du Texas                 | LCH        | 31 | 3                | 8                | 11               | 139              | -                | - | -                    | -                    | -                    |                      |                      |
| Totaux LNH | Totaux LNH                       | Totaux LNH | 89 | 4                | 5                | 9                | 251              | -                | - | -                    | -                    | -                    |                      |                      |